# Andevo

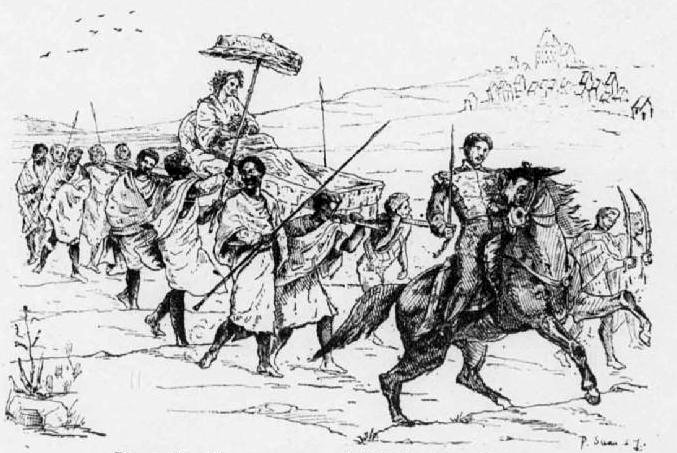
Rycina przedstawiająca Andevo niosących królową Ranavalonę I

Andevo, również Mainty – grupa społeczna utożsamiana z niewolnikami, stanowiąca jedną z trzech głównych kast historycznych w społeczeństwie ludu Merina na Madagaskarze, obok kast Andriana (utożsamianej z arystokracją) oraz Hova (wolni chłopi). Podobna struktura kastowa, obejmująca warstwę Andevo, występowała również w innych dużych grupach etnicznych Malgaszów, takich jak lud Betsileo.
Od XVI wieku i później niewolnicy byli sprowadzani do różnych królestw Madagaskaru, aby pracowali na plantacjach. Malgasze, Suahili oraz europejscy kupcy i arystokraci rozwijali swoje możliwości produkcji i handlu. Przedsięwzięcia te i plantacje opierały się na przymusowej pracy sprowadzanych niewolników. Największy napływ niewolników miał miejsce za pośrednictwem Arabów z Omanu, w ramach indyjskiego handlu niewolnikami, oraz Francuzów. Mieszkańcy Mozambiku byli jednymi z głównych ofiar tego zapotrzebowania, pochwyceń i wywozu niewolników, które miały zaspokoić ten popyt. Niewolnicy ci pochodzili głównie z Afryki Wschodniej i Mozambiku. Nazywano ich Andevo. Niewolnictwo zostało zniesione przez francuską administrację w 1896 roku, co negatywnie wpłynęło na majątki prowadzących plantacje Merina oraz innych grup spoza Merina, które opierały się na pracy niewolników.
Warstwa Andevo w społeczeństwie Merina obejmowała pracowników domowych i rolnych. Ich tradycyjnym dziedzicznym zajęciem była praca fizyczna oraz rzemiosło, a stanowili oni znaczną część społeczeństwa. Kastę Andevo nazywano również Mainty, a jej członkom odmawiano prawa do posiadania ziemi. Osoba z warstwy Hova mogła zostać zdegradowana do statusu niewolnika za przestępstwo lub niespłacony dług, ale w takim przypadku nie byli określana mianem Andevo, lecz określano ją jako Zaza-hova.
Andevo, podobnie jak inne warstwy społeczne, byli endogamiczni w społeczeństwach Merina i Betsileo. Według wspomnień Williama Ellisa z 1838 roku, niewolnik w społeczeństwie malgaskim miał zakaz zawierania małżeństw z osobą z arystokracji lub Hova. Andevo byli uważani za olana maloto, czyli „nieczystych ludzi”, w przeciwieństwie do Hova i Andriana, którzy byli olana madio – „czyści ludzie”. Ta domniemana „nieczystość” i „czystość” była powodem historycznego tabu społecznego przeciwko małżeństwom między Andevo a przedstawicielami innych warstw społecznych w malgaskim społeczeństwie.